# Steirodon irregulariterdentatum
Steirodon irregulariterdentatum är en insektsart som först beskrevs av Brunner von Wattenwyl 1891.  Steirodon irregulariterdentatum ingår i släktet Steirodon och familjen vårtbitare. Inga underarter finns listade i Catalogue of Life.